# 馬天自動車学校
株式会社馬天自動車学校（ばてんじどうしゃがっこう）は、沖縄県南城市佐敷にある沖縄県公安委員会指定自動車教習所を運営する企業である。通称は馬天自練（じれん）、馬天自校と呼ばれている。

## 沿革
- 1976年8月11日 設立。
- 1977年1月18日 指定申請。
- 1977年3月24日 指定日。
- 2007年11月1日 合資から株式へ組織変更。

## 取得できる免許
- 中型自動車
- 準中型自動車
- 普通自動車一種・二種免許
- 大型自動二輪車
- 普通自動二輪車

## 特徴
- 海に近い為、潮風の香りを満喫しながら教習が受けられる。
- 沖縄県内の二輪技能教習は、教習生1人に対し教官1人で指導が受けられる。
- 送迎バスもあり、一部路線は予約をすれば自宅の近くまで送迎可能。
- ペーパードライバーのための教習も行っている。

## 卒業人数
- 入所数は1830名し、卒業数は1750名（2007年現在）。

## アクセス方法
路線バス
- 最寄のバス停馬天入口から徒歩5分。
  - 36番・糸満～新里線（沖縄バス）
  - 37番・那覇新開線（東陽バス）
  - 38番・志喜屋線（東陽バス）
  - 39番・百名線（沖縄バス）
  - 41番・つきしろの街線（沖縄バス）
  - 57番・那覇マリンタウン馬天線（東陽バス）
  - 58番・馬天琉大泡瀬線（東陽バス）
  - 91番・城間（南風原）線（東陽バス）
  - 191番・城間（一日橋）線（東陽バス）

無料送迎バス
- 無料送迎バスが6方向に出ている。

## 営業時間
- 平日：午前10時から午後7時30分まで。
- 土日：午前9時から午後6時30分まで。